# Meiz
Meiz est un hameau belge faisant partie des communes et villes de Malmedy et Stavelot dans la province de Liège en Région wallonne.
Avant la fusion des communes de 1977, Meiz faisait partie des communes de Bévercé et de Stavelot. 

## Situation
Ce petit village ardennais se situe sur le versant nord de la vallée du Ru Stave, un affluent de l'Eau Rouge et à quelques hectomètres au sud du circuit de Spa-Francorchamps. Il avoisine aussi Burnenville et se trouve à 5 km du centre de Malmedy.

## Histoire
Meiz est traversé du nord au sud par une petite route de campagne appelée la Voie Croisée qui a fait office de frontière d'état de 1815 lors du Congrès de Vienne jusqu'au Traité de Versailles en 1919 ainsi que pendant la Seconde Guerre mondiale de 1940 à 1945. Pendant ces périodes, les territoires placés à l'ouest de la Voie Croisée appartenaient aux Pays-Bas (1815-1830) puis à la Belgique alors que ceux situés à l'est étaient sous territoire prussien puis allemand. Aujourd'hui la partie occidentale de cette voie est administrée par la commune de Stavelot alors que la partie orientale (ainsi que la plus grande partie du village) relève de Malmedy. Une borne Belgique-Prusse (B-P 134) est d'ailleurs toujours visible le long de la Voie Croisée au niveau du carrefour avec le Chemin de la Bouvière.
Pour faciliter le contrôle de la frontière, Meiz faisait entièrement partie du Reich allemand depuis 1941 : la frontière imposée unilateralement s'y écartait de la frontière d'avant 1919.